# Mont Tekao
Der Mont Tekao ist mit einer Höhe von 1224 m über dem Meer der höchste Berg der Insel Nuku Hiva und nach dem Mont Oave die zweithöchste Erhebung der Marquesas-Inseln in Französisch-Polynesien. Der Berg liegt im Westen der Insel im Zentrum des Tōviʻi-Plateaus. Er ist vulkanischen Ursprungs und gehört zur „Marquesas linear volcanic chain“, die sich aus einem Hotspot der Pazifischen Platte gebildet hat und sich mit einer Geschwindigkeit von 103 bis 118 mm pro Jahr in Richtung Westnordwest bewegt.